# O2 (Aalborg)
De O2 of Ringvej 2 (Nederlands: Ringweg 2) is een ringweg om het centrum van de Deense stad Aalborg. De weg is de binnenste ringweg van Aalborg. De Sekundærrute 180 loopt voor een deel mee met de O2.
Het oostelijke en zuidelijke deel van de O2 bestaat vier rijstroken verdeeld over twee rijbanen (2x2). In het noordelijke deel liggen de vier rijstroken op een rijbaan, zonder middenberm (1x4). Het westelijke deel loopt door een deel van de binnenstad en telt daarom slechts twee rijstroken.